# Union City (Geórgia)
Union City é uma cidade localizada no estado americano da Geórgia, no Condado de Fulton.

## Demografia
Segundo o censo americano de 2000, a sua população era de 11.621 habitantes.
Em 2006, foi estimada uma população de 16.407, um aumento de 4786 (41.2%).

## Geografia
De acordo com o United States Census Bureau tem uma área de 22,4 km², dos quais 22,2 km² cobertos por terra e 0,2 km² cobertos por água.

## Localidades na vizinhança
O diagrama seguinte representa as localidades num raio de 16 km ao redor de Union City.